# Collegio elettorale di Palmi (Regno d'Italia)
Il collegio elettorale di Palmi è stato un collegio elettorale uninominale e di lista del Regno d'Italia per l'elezione della Camera dei deputati.

## Storia
Il collegio uninominale venne istituito, insieme ad altri 442, tramite regio decreto 17 dicembre 1860, n. 4513.
Successivamente divenne collegio plurinominale tramite regio decreto 24 settembre 1882, n. 999, in seguito alla riforma che stabilì complessivamente 135 collegi elettorali.
Tornò poi ad essere un collegio uninominale tramite regio decreto 14 giugno 1891, n. 280, in seguito alla riforma che stabilì complessivamente 508 collegi elettorali.
Fu soppresso nel 1919 in seguito alla riforma che definì 54 collegi elettorali.
| Legislature           | VIII | IX   | X    | XI   | XII  | XIII | XIV  | XV   | XVI  | XVII | XVIII | XIX  | XX   | XXI  | XXII | XXIII | XXIV | XXV  | XXVI | XXVII | XXVIII | XXIX | XXX  |
| --------------------- | ---- | ---- | ---- | ---- | ---- | ---- | ---- | ---- | ---- | ---- | ----- | ---- | ---- | ---- | ---- | ----- | ---- | ---- | ---- | ----- | ------ | ---- | ---- |
| Elezioni              | 1861 | 1865 | 1867 | 1870 | 1874 | 1876 | 1880 | 1882 | 1886 | 1890 | 1892  | 1895 | 1897 | 1900 | 1904 | 1909  | 1913 | 1919 | 1921 | 1924  | 1929   | 1934 | 1939 |
| Deputati nel collegio | 1    | 1    | 1    | 1    | 1    | 1    | 1    | 3    | 3    | 3    | 1     | 1    | 1    | 1    | 1    | 1     | 1    |      |      |       |        |      |      |
|                       |      |      |      |      |      |      |      |      |      |      |       |      |      |      |      |       |      |      |      |       |        |      |      |
| Totale eletti         | 443  | 493  | 493  | 508  | 508  | 508  | 508  | 508  | 508  | 508  | 508   | 508  | 508  | 508  | 508  | 508   | 508  | 508  | 535  | 535   | 400    | 400  |      |
| Numero collegi        | 443  | 493  | 493  | 508  | 508  | 508  | 508  | 135  | 135  | 135  | 508   | 508  | 508  | 508  | 508  | 508   | 508  | 54   | 40   | 15    | 1      | 1    |      |

## Territorio
Alla sua istituzione nel 1860 il collegio comprendeva i seguenti comuni del Circondario di Palmi: Candidoni, Caridà, Cosoleto, Feroleto, Gioia Tauro, Laureana, Melicuccà, Molochio, Oppido Mamertina, Palmi, Rosarno, San Pietro, San Procopio, Santa Cristina, Scido, Seminara, Serrata, Sinopoli, Trisilico e Varapodio.
Con la legge del 1882 al territorio precedente si aggiunse quello appartenente ai collegi di Cittanova (comuni di Anoia, Cinquefrondi, Cittanova, Galatro, Giffone, Iatrinoli, Maropati, Polistena, Radicena, Rizziconi, San Giorgio e Terranova) e Bagnara Calabra (comuni di Bagnara Calabra, Campo Calabro, Cannitello, Delianuova, Fiumara, Salice Calabro, San Roberto, Sant'Eufemia d'Aspromonte, Scilla e Villa San Giovanni).
Con il ritorno ai collegi uninominali nel 1892 il territorio del collegio corrispose nuovamente a quello del 1860, con l'eccezione dei comuni di Cosoleto, San Procopio e Sinopoli che passarono al collegio di Bagnara Calabra.
Nel 1919 tutto il territorio di Palmi confluì nel collegio di Reggio Calabria.

## Eletti

Raffaele Piria

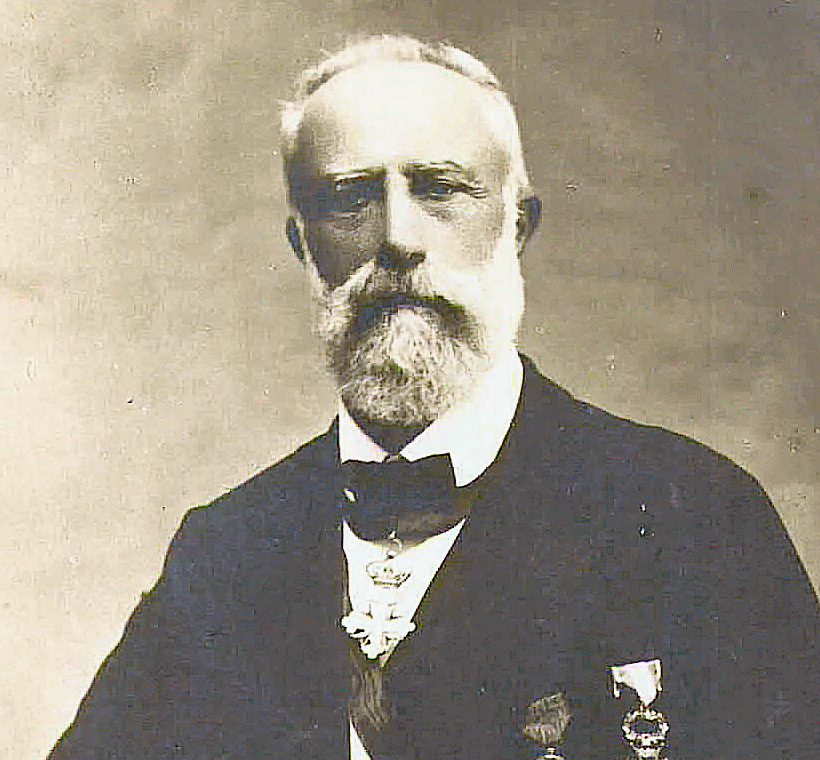
Fabrizio Plutino

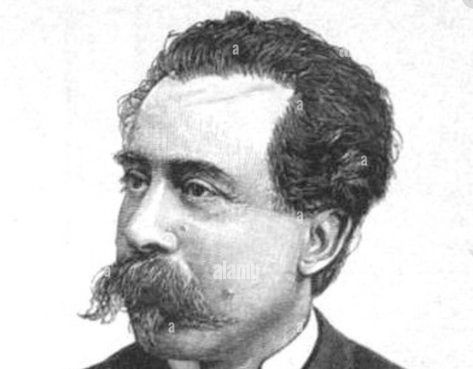
Rocco De Zerbi

| Legislatura | Partito | Partito                  | Eletto                                 | Note                          |
| ----------- | ------- | ------------------------ | -------------------------------------- | ----------------------------- |
| VIII        |         | Destra storica           | Raffaele Piria                         |                               |
| VIII        |         | Destra storica           | Filippo Oliva                          | Eletto a legislatura in corso |
| IX          |         | Sinistra storica         | Vincenzo Amaduri                       |                               |
| X           |         | Sinistra storica         | Vincenzo Amaduri                       |                               |
| XI          |         | Sinistra storica         | Vincenzo Amaduri                       |                               |
| XI          |         | Sinistra storica         | Fabrizio Plutino                       | Eletto a legislatura in corso |
| XII         |         | Sinistra storica         | Fabrizio Plutino                       |                               |
| XIII        |         | Sinistra storica         | Fabrizio Plutino                       |                               |
| XIV         |         | Sinistra storica         | Fabrizio Plutino                       |                               |
| XV          |         | Sinistra storica         | Carmelo Patamia                        |                               |
| XV          |         | Sinistra storica         | Fabrizio Plutino                       |                               |
| XV          |         | Destra storica           | Vincenzo De Blasio di Palizzi          |                               |
| XVI         |         | Sinistra storica         | Fabrizio Plutino                       |                               |
| XVI         |         | Destra storica           | Rocco De Zerbi                         |                               |
| XVI         |         | Destra storica           | Vincenzo De Blasio di Palizzi          |                               |
| XVI         |         | Sinistra storica         | Carmelo Patamia                        | Eletto a legislatura in corso |
| XVII        |         | Destra storica           | Rocco De Zerbi                         |                               |
| XVII        |         | Destra storica           | Vincenzo De Blasio di Palizzi          |                               |
| XVII        |         | Sinistra storica         | Carmelo Patamia                        |                               |
| XVIII       |         | Destra storica           | Rocco De Zerbi                         |                               |
| XVIII       |         | Estrema sinistra storica | Giuseppe Chindamo                      | Eletto a legislatura in corso |
| XIX         |         | Destra storica           | Demetrio Tripepi                       |                               |
| XX          |         | Estrema sinistra storica | Giuseppe Chindamo                      |                               |
| XXI         |         | Sinistra storica         | Giovanni Bovi                          |                               |
| XXII        |         | Sinistra storica         | Giovanni Bovi                          |                               |
| XXIII       |         | Destra storica           | Ferdinando Nunziante di San Ferdinando |                               |
| XXIV        |         | Liberali                 | Ferdinando Nunziante di San Ferdinando |                               |

## Dati elettorali
Nel collegio si svolsero elezioni per diciassette legislature.
Numero degli aventi diritto al voto
Percentuale dei votanti rispetto al numero degli aventi diritto al voto.

### VIII legislatura
Le votazioni si svolsero in 443 collegi uninominali a doppio turno. Come previsto dalla legge elettorale del 17 dicembre 1860, era eletto al primo turno il candidato che «riunisce in suo favore più del terzo dei voti del total numero dei membri componenti il collegio e più della metà dei suffragi dati dai votanti presenti all'adunanza» (art. 91). Se nessun candidato era eletto, al ballottaggio tra i due candidati con più voti era eletto chi otteneva il maggior numero di voti (art. 92) o, in caso di ugual numero di voti, il maggiore d'età (art. 93).
| Partito                            | Partito                            | Candidato                          | Primo turno 27 gennaio 1861 | Primo turno 27 gennaio 1861 | Ballottaggio 3 febbraio 1861 | Ballottaggio 3 febbraio 1861 |
| Partito                            | Partito                            | Candidato                          | Voti                        | %                           | Voti                         | %                            |
| ---------------------------------- | ---------------------------------- | ---------------------------------- | --------------------------- | --------------------------- | ---------------------------- | ---------------------------- |
|                                    | Destra storica                     | Raffaele Piria                     | 132                         | 44,15                       | 231                          | 57,61                        |
|                                    | —                                  | Giuseppe Saffioti                  | 59                          | 19,73                       | 170                          | 42,39                        |
|                                    | —                                  | Domenico De Zerbi                  | 56                          | 18,73                       |                              |                              |
|                                    | —                                  | Carmelo Faccioli                   | 52                          | 17,39                       |                              |                              |
|                                    |                                    |                                    |                             |                             |                              |                              |
| Iscritti                           | Iscritti                           | Iscritti                           | 729                         | 100,00                      | 729                          | 100,00                       |
| ↳ Votanti (% su iscritti)          | ↳ Votanti (% su iscritti)          | ↳ Votanti (% su iscritti)          | 489                         | 67,08                       | 402                          | 55,14                        |
| ↳ Voti validi (% su votanti)       | ↳ Voti validi (% su votanti)       | ↳ Voti validi (% su votanti)       | 299                         | 61,15                       | 401                          | 99,75                        |
| ↳ Schede non valide (% su votanti) | ↳ Schede non valide (% su votanti) | ↳ Schede non valide (% su votanti) | 190                         | 38,85                       | 1                            | 0,25                         |
| ↳ Astenuti (% su iscritti)         | ↳ Astenuti (% su iscritti)         | ↳ Astenuti (% su iscritti)         | 240                         | 32,92                       | 327                          | 44,86                        |

| Partito                            | Partito                            | Candidato                          | Primo turno 30 novembre 1862 | Primo turno 30 novembre 1862 | Ballottaggio 6 dicembre 1862 | Ballottaggio 6 dicembre 1862 |
| Partito                            | Partito                            | Candidato                          | Voti                         | %                            | Voti                         | %                            |
| ---------------------------------- | ---------------------------------- | ---------------------------------- | ---------------------------- | ---------------------------- | ---------------------------- | ---------------------------- |
|                                    | Destra storica                     | Filippo Oliva                      | 47                           | 34,81                        | 230                          | 58,97                        |
|                                    | —                                  | Antonino Plutino                   | 88                           | 65,19                        | 160                          | 41,03                        |
|                                    |                                    |                                    |                              |                              |                              |                              |
| Iscritti                           | Iscritti                           | Iscritti                           | 718                          | 100,00                       | 718                          | 100,00                       |
| ↳ Votanti (% su iscritti)          | ↳ Votanti (% su iscritti)          | ↳ Votanti (% su iscritti)          | 229                          | 31,89                        | 390                          | 54,32                        |
| ↳ Voti validi (% su votanti)       | ↳ Voti validi (% su votanti)       | ↳ Voti validi (% su votanti)       | 135                          | 58,95                        | 390                          | 100,00                       |
| ↳ Schede non valide (% su votanti) | ↳ Schede non valide (% su votanti) | ↳ Schede non valide (% su votanti) | 94                           | 41,05                        | 0                            | 0,00                         |
| ↳ Astenuti (% su iscritti)         | ↳ Astenuti (% su iscritti)         | ↳ Astenuti (% su iscritti)         | 489                          | 68,11                        | 328                          | 45,68                        |

Il deputato Piria venne nominato senatore il 24 maggio 1862 e il collegio venne riconvocato.

### IX legislatura
Le votazioni si svolsero in 493 collegi uninominali a doppio turno con la stessa normativa precedente (al primo turno un numero di voti maggiore di un terzo degli iscritti al voto).
| Partito                            | Partito                            | Candidato                          | Primo turno 22 ottobre 1865 | Primo turno 22 ottobre 1865 | Ballottaggio 29 ottobre 1865 | Ballottaggio 29 ottobre 1865 |
| Partito                            | Partito                            | Candidato                          | Voti                        | %                           | Voti                         | %                            |
| ---------------------------------- | ---------------------------------- | ---------------------------------- | --------------------------- | --------------------------- | ---------------------------- | ---------------------------- |
|                                    | Sinistra storica                   | Vincenzo Amaduri                   | 125                         | 22,32                       | 322                          | 68,37                        |
|                                    | —                                  | Vincenzo Cosentino                 | 149                         | 26,61                       | 149                          | 31,63                        |
|                                    | —                                  | Domenico De Zerbi                  | 83                          | 14,82                       |                              |                              |
|                                    | —                                  | Pasquale Spadori                   | 73                          | 13,04                       |                              |                              |
|                                    | —                                  | Candido De Zerbi                   | 66                          | 11,79                       |                              |                              |
|                                    | —                                  | Pasquale Cuzzocrea                 | 64                          | 11,43                       |                              |                              |
|                                    |                                    |                                    |                             |                             |                              |                              |
| Iscritti                           | Iscritti                           | Iscritti                           | 895                         | 100,00                      | 895                          | 100,00                       |
| ↳ Votanti (% su iscritti)          | ↳ Votanti (% su iscritti)          | ↳ Votanti (% su iscritti)          | 570                         | 63,69                       | 544                          | 60,78                        |
| ↳ Voti validi (% su votanti)       | ↳ Voti validi (% su votanti)       | ↳ Voti validi (% su votanti)       | 560                         | 98,25                       | 471                          | 86,58                        |
| ↳ Schede non valide (% su votanti) | ↳ Schede non valide (% su votanti) | ↳ Schede non valide (% su votanti) | 10                          | 1,75                        | 73                           | 13,42                        |
| ↳ Astenuti (% su iscritti)         | ↳ Astenuti (% su iscritti)         | ↳ Astenuti (% su iscritti)         | 325                         | 36,31                       | 351                          | 39,22                        |

### X legislatura
Le votazioni si svolsero in 493 collegi uninominali a doppio turno con la stessa normativa precedente (al primo turno un numero di voti maggiore di un terzo degli iscritti al voto).
| Partito                            | Partito                            | Candidato                          | Risultati 22 ottobre 1865 | Risultati 22 ottobre 1865 |
| Partito                            | Partito                            | Candidato                          | Voti                      | %                         |
| ---------------------------------- | ---------------------------------- | ---------------------------------- | ------------------------- | ------------------------- |
|                                    | Sinistra storica                   | Vincenzo Amaduri                   | 365                       | 71,85                     |
|                                    | Destra storica                     | Tiberio De Blasio di Palizzi       | 143                       | 28,15                     |
|                                    |                                    |                                    |                           |                           |
| Iscritti                           | Iscritti                           | Iscritti                           | 921                       | 100,00                    |
| ↳ Votanti (% su iscritti)          | ↳ Votanti (% su iscritti)          | ↳ Votanti (% su iscritti)          | 520                       | 56,46                     |
| ↳ Voti validi (% su votanti)       | ↳ Voti validi (% su votanti)       | ↳ Voti validi (% su votanti)       | 508                       | 97,69                     |
| ↳ Schede non valide (% su votanti) | ↳ Schede non valide (% su votanti) | ↳ Schede non valide (% su votanti) | 12                        | 2,31                      |
| ↳ Astenuti (% su iscritti)         | ↳ Astenuti (% su iscritti)         | ↳ Astenuti (% su iscritti)         | 401                       | 43,54                     |

### XI legislatura
Le votazioni si svolsero in 508 collegi uninominali a doppio turno con la normativa del 1860 (al primo turno un numero di voti maggiore di un terzo degli iscritti al voto).
| Partito                            | Partito                            | Candidato                          | Risultati 20 novembre 1870 | Risultati 20 novembre 1870 |
| Partito                            | Partito                            | Candidato                          | Voti                       | %                          |
| ---------------------------------- | ---------------------------------- | ---------------------------------- | -------------------------- | -------------------------- |
|                                    | Sinistra storica                   | Vincenzo Amaduri                   | 357                        | 58,43                      |
|                                    | —                                  | Francesco Caiazzo                  | 254                        | 41,57                      |
|                                    |                                    |                                    |                            |                            |
| Iscritti                           | Iscritti                           | Iscritti                           | 1 025                      | 100,00                     |
| ↳ Votanti (% su iscritti)          | ↳ Votanti (% su iscritti)          | ↳ Votanti (% su iscritti)          | 628                        | 61,27                      |
| ↳ Voti validi (% su votanti)       | ↳ Voti validi (% su votanti)       | ↳ Voti validi (% su votanti)       | 611                        | 97,29                      |
| ↳ Schede non valide (% su votanti) | ↳ Schede non valide (% su votanti) | ↳ Schede non valide (% su votanti) | 17                         | 2,71                       |
| ↳ Astenuti (% su iscritti)         | ↳ Astenuti (% su iscritti)         | ↳ Astenuti (% su iscritti)         | 397                        | 38,73                      |

| Partito                            | Partito                            | Candidato                          | Primo turno 30 marzo 1873 | Primo turno 30 marzo 1873 | Ballottaggio 6 aprile 1873 | Ballottaggio 6 aprile 1873 |
| Partito                            | Partito                            | Candidato                          | Voti                      | %                         | Voti                       | %                          |
| ---------------------------------- | ---------------------------------- | ---------------------------------- | ------------------------- | ------------------------- | -------------------------- | -------------------------- |
|                                    | Sinistra storica                   | Fabrizio Plutino                   | 361                       | 50,49                     | 456                        | 56,86                      |
|                                    | —                                  | Casimiro Coscinà                   | 156                       | 21,82                     | 346                        | 43,14                      |
|                                    | Destra storica                     | Rocco De Zerbi                     | 102                       | 14,27                     |                            |                            |
|                                    | —                                  | Pasquale Cuzzocrea                 | 96                        | 13,43                     |                            |                            |
|                                    |                                    |                                    |                           |                           |                            |                            |
| Iscritti                           | Iscritti                           | Iscritti                           | 1 039                     | 100,00                    | 1 039                      | 100,00                     |
| ↳ Votanti (% su iscritti)          | ↳ Votanti (% su iscritti)          | ↳ Votanti (% su iscritti)          | 751                       | 72,28                     | 809                        | 77,86                      |
| ↳ Voti validi (% su votanti)       | ↳ Voti validi (% su votanti)       | ↳ Voti validi (% su votanti)       | 715                       | 95,21                     | 802                        | 99,13                      |
| ↳ Schede non valide (% su votanti) | ↳ Schede non valide (% su votanti) | ↳ Schede non valide (% su votanti) | 36                        | 4,79                      | 7                          | 0,87                       |
| ↳ Astenuti (% su iscritti)         | ↳ Astenuti (% su iscritti)         | ↳ Astenuti (% su iscritti)         | 288                       | 27,72                     | 230                        | 22,14                      |

### XII legislatura
Le votazioni si svolsero in 508 collegi uninominali a doppio turno con la normativa del 1860 (al primo turno un numero di voti maggiore di un terzo degli iscritti al voto).
| Partito                            | Partito                            | Candidato                          | Risultati 8 novembre 1874 | Risultati 8 novembre 1874 |
| Partito                            | Partito                            | Candidato                          | Voti                      | %                         |
| ---------------------------------- | ---------------------------------- | ---------------------------------- | ------------------------- | ------------------------- |
|                                    | Sinistra storica                   | Fabrizio Plutino                   | 609                       | 64,65                     |
|                                    | —                                  | Casimiro Coscinà                   | 333                       | 35,35                     |
|                                    |                                    |                                    |                           |                           |
| Iscritti                           | Iscritti                           | Iscritti                           | 1 211                     | 100,00                    |
| ↳ Votanti (% su iscritti)          | ↳ Votanti (% su iscritti)          | ↳ Votanti (% su iscritti)          | 963                       | 79,52                     |
| ↳ Voti validi (% su votanti)       | ↳ Voti validi (% su votanti)       | ↳ Voti validi (% su votanti)       | 942                       | 97,82                     |
| ↳ Schede non valide (% su votanti) | ↳ Schede non valide (% su votanti) | ↳ Schede non valide (% su votanti) | 21                        | 2,18                      |
| ↳ Astenuti (% su iscritti)         | ↳ Astenuti (% su iscritti)         | ↳ Astenuti (% su iscritti)         | 248                       | 20,48                     |

### XIII legislatura
Le votazioni si svolsero in 508 collegi uninominali a doppio turno con la normativa del 1860 (al primo turno un numero di voti maggiore di un terzo degli iscritti al voto).
| Partito                            | Partito                            | Candidato                          | Risultati 5 novembre 1876 | Risultati 5 novembre 1876 |
| Partito                            | Partito                            | Candidato                          | Voti                      | %                         |
| ---------------------------------- | ---------------------------------- | ---------------------------------- | ------------------------- | ------------------------- |
|                                    | Sinistra storica                   | Fabrizio Plutino                   | 539                       | 65,89                     |
|                                    | Destra storica                     | Rocco De Zerbi                     | 279                       | 34,11                     |
|                                    |                                    |                                    |                           |                           |
| Iscritti                           | Iscritti                           | Iscritti                           | 1 110                     | 100,00                    |
| ↳ Votanti (% su iscritti)          | ↳ Votanti (% su iscritti)          | ↳ Votanti (% su iscritti)          | 830                       | 74,77                     |
| ↳ Voti validi (% su votanti)       | ↳ Voti validi (% su votanti)       | ↳ Voti validi (% su votanti)       | 818                       | 98,55                     |
| ↳ Schede non valide (% su votanti) | ↳ Schede non valide (% su votanti) | ↳ Schede non valide (% su votanti) | 12                        | 1,45                      |
| ↳ Astenuti (% su iscritti)         | ↳ Astenuti (% su iscritti)         | ↳ Astenuti (% su iscritti)         | 280                       | 25,23                     |

### XIV legislatura
Le votazioni si svolsero in 508 collegi uninominali a doppio turno con la normativa del 1860 (al primo turno un numero di voti maggiore di un terzo degli iscritti al voto).
| Partito                            | Partito                            | Candidato                          | Risultati 16 maggio 1880 | Risultati 16 maggio 1880 |
| Partito                            | Partito                            | Candidato                          | Voti                     | %                        |
| ---------------------------------- | ---------------------------------- | ---------------------------------- | ------------------------ | ------------------------ |
|                                    | Sinistra storica                   | Fabrizio Plutino                   | 629                      | 99,53                    |
|                                    | —                                  | Giuseppe Sandulli                  | 3                        | 0,47                     |
|                                    |                                    |                                    |                          |                          |
| Iscritti                           | Iscritti                           | Iscritti                           | 1 084                    | 100,00                   |
| ↳ Votanti (% su iscritti)          | ↳ Votanti (% su iscritti)          | ↳ Votanti (% su iscritti)          | 647                      | 59,69                    |
| ↳ Voti validi (% su votanti)       | ↳ Voti validi (% su votanti)       | ↳ Voti validi (% su votanti)       | 632                      | 97,68                    |
| ↳ Schede non valide (% su votanti) | ↳ Schede non valide (% su votanti) | ↳ Schede non valide (% su votanti) | 15                       | 2,32                     |
| ↳ Astenuti (% su iscritti)         | ↳ Astenuti (% su iscritti)         | ↳ Astenuti (% su iscritti)         | 437                      | 40,31                    |

### XV legislatura
Le votazioni si svolsero in 135 collegi plurinominali a doppio turno. Come previsto dalla legge elettorale politica del 24 settembre 1882, erano eletti al primo turno i candidati che «hanno ottenuto il maggior numero di voti, purché questo numero oltrepassi l'ottavo del numero degli elettori iscritti» (art. 74) secondo il numero di deputati previsto per il collegio; se il numero di eletti era inferiore al numero di deputati, il ballottaggio era tra i non eletti (in numero doppio rispetto ai deputati ancora da eleggere) che avevano il maggior numero di voti (art. 75) ed era eletto chi otteneva il maggior numero di voti nella seconda votazione (art. 77) oppure, in caso di ugual numero di voti, il maggiore d'età (art. 78).
| Partito                    | Partito                    | Candidato                     | Risultati 29 ottobre 1882 | Risultati 29 ottobre 1882 |
| Partito                    | Partito                    | Candidato                     | Voti                      | %                         |
| -------------------------- | -------------------------- | ----------------------------- | ------------------------- | ------------------------- |
|                            | Sinistra storica           | Carmelo Patamia               | 3 613                     | 42,60                     |
|                            | Sinistra storica           | Fabrizio Plutino              | 3 484                     | 41,08                     |
|                            | Destra storica             | Vincenzo De Blasio di Palizzi | 3 306                     | 38,98                     |
|                            | —                          | Francesco Saverio Vollaro     | 3 158                     | 37,23                     |
|                            | —                          | Vincenzo Avati                | 2 818                     | 33,22                     |
|                            | —                          | Luigi Giffone                 | 2 798                     | 32,99                     |
|                            | —                          | Giuseppe Sandulli             | 1 385                     | 16,33                     |
|                            | Sinistra storica           | Domenico Carbone Grio         | 1 383                     | 16,31                     |
|                            | —                          | Giuseppe Careri               | 293                       | 3,45                      |
|                            | Estrema sinistra storica   | Edoardo Pantano               | 157                       | 1,85                      |
|                            |                            |                               |                           |                           |
| Iscritti                   | Iscritti                   | Iscritti                      | 10 151                    | 100,00                    |
| ↳ Votanti (% su iscritti)  | ↳ Votanti (% su iscritti)  | ↳ Votanti (% su iscritti)     | 8 482                     | 83,56                     |
| ↳ Astenuti (% su iscritti) | ↳ Astenuti (% su iscritti) | ↳ Astenuti (% su iscritti)    | 1 669                     | 16,44                     |

### XVI legislatura
Le votazioni si svolsero in 135 collegi plurinominali a doppio turno con la normativa del 1882 (al primo turno un numero di voti maggiore di un ottavo degli iscritti al voto).
| Partito                    | Partito                    | Candidato                     | Risultati 23 maggio 1886 | Risultati 23 maggio 1886 |
| Partito                    | Partito                    | Candidato                     | Voti                     | %                        |
| -------------------------- | -------------------------- | ----------------------------- | ------------------------ | ------------------------ |
|                            | Sinistra storica           | Fabrizio Plutino              | 4 842                    | 54,39                    |
|                            | Destra storica             | Rocco De Zerbi                | 4 558                    | 51,20                    |
|                            | Destra storica             | Vincenzo De Blasio di Palizzi | 4 226                    | 47,47                    |
|                            | Sinistra storica           | Carmelo Patamia               | 3 183                    | 35,75                    |
|                            | —                          | Francesco Saverio Vollaro     | 2 912                    | 32,71                    |
|                            | —                          | Vincenzo Avati                | 1 847                    | 20,75                    |
|                            | Sinistra storica           | Domenico Carbone Grio         | 1 762                    | 19,79                    |
|                            | —                          | Giuseppe Sandulli             | 1 248                    | 14,02                    |
|                            |                            |                               |                          |                          |
| Iscritti                   | Iscritti                   | Iscritti                      | 10 845                   | 100,00                   |
| ↳ Votanti (% su iscritti)  | ↳ Votanti (% su iscritti)  | ↳ Votanti (% su iscritti)     | 8 903                    | 82,09                    |
| ↳ Astenuti (% su iscritti) | ↳ Astenuti (% su iscritti) | ↳ Astenuti (% su iscritti)    | 1 942                    | 17,91                    |

| Partito                    | Partito                    | Candidato                  | Risultati 23 dicembre 1888 | Risultati 23 dicembre 1888 |
| Partito                    | Partito                    | Candidato                  | Voti                       | %                          |
| -------------------------- | -------------------------- | -------------------------- | -------------------------- | -------------------------- |
|                            | Sinistra storica           | Carmelo Patamia            | 6 462                      | 85,25                      |
|                            | —                          | Domenico Margiotta         | 928                        | 12,24                      |
|                            |                            |                            |                            |                            |
| Iscritti                   | Iscritti                   | Iscritti                   | 12 059                     | 100,00                     |
| ↳ Votanti (% su iscritti)  | ↳ Votanti (% su iscritti)  | ↳ Votanti (% su iscritti)  | 7 580                      | 62,86                      |
| ↳ Astenuti (% su iscritti) | ↳ Astenuti (% su iscritti) | ↳ Astenuti (% su iscritti) | 4 479                      | 37,14                      |

Il deputato Plutino cessò dalla carica per nomina a prefetto il 28 novembre 1888 e il collegio fu riconvocato.

### XVII legislatura
Le votazioni si svolsero in 135 collegi plurinominali a doppio turno con la normativa del 1882 (al primo turno un numero di voti maggiore di un ottavo degli iscritti al voto).
| Partito                    | Partito                    | Candidato                     | Risultati 23 novembre 1890 | Risultati 23 novembre 1890 |
| Partito                    | Partito                    | Candidato                     | Voti                       | %                          |
| -------------------------- | -------------------------- | ----------------------------- | -------------------------- | -------------------------- |
|                            | Destra storica             | Rocco De Zerbi                | 7 486                      | 78,04                      |
|                            | Destra storica             | Vincenzo De Blasio di Palizzi | 6 570                      | 68,49                      |
|                            | Sinistra storica           | Carmelo Patamia               | 6 174                      | 64,37                      |
|                            | Sinistra storica           | Domenico Carbone Grio         | 2 820                      | 29,40                      |
|                            | —                          | Biagio Camagna                | 2 563                      | 26,72                      |
|                            | —                          | Domenico Margiotta            | 603                        | 6,29                       |
|                            |                            |                               |                            |                            |
| Iscritti                   | Iscritti                   | Iscritti                      | 12 648                     | 100,00                     |
| ↳ Votanti (% su iscritti)  | ↳ Votanti (% su iscritti)  | ↳ Votanti (% su iscritti)     | 9 592                      | 75,84                      |
| ↳ Astenuti (% su iscritti) | ↳ Astenuti (% su iscritti) | ↳ Astenuti (% su iscritti)    | 3 056                      | 24,16                      |

### XVIII legislatura
Le votazioni si svolsero in 508 collegi uninominali a doppio turno. Come previsto dalla legge elettorale politica del 28 giugno 1892, era eletto al primo turno il candidato che «ha ottenuto un numero di voti maggiore del sesto del numero totale degli elettori iscritti nella lista del collegio e più della metà dei suffragi dati dai votanti» escludendo le schede nulle (art. 74). Se nessun candidato era eletto, al ballottaggio tra i due candidati con più voti (art. 75) era eletto chi otteneva il maggior numero di voti oppure, in caso di ugual numero di voti, il maggiore d'età (art. 77).
| Partito                            | Partito                            | Candidato                          | Risultati 6 novembre 1892 | Risultati 6 novembre 1892 |
| Partito                            | Partito                            | Candidato                          | Voti                      | %                         |
| ---------------------------------- | ---------------------------------- | ---------------------------------- | ------------------------- | ------------------------- |
|                                    | Destra storica                     | Rocco De Zerbi                     | 3 118                     | 99,20                     |
|                                    | —                                  | Giovanni De Giglio                 | 25                        | 0,80                      |
|                                    |                                    |                                    |                           |                           |
| Iscritti                           | Iscritti                           | Iscritti                           | 4 059                     | 100,00                    |
| ↳ Votanti (% su iscritti)          | ↳ Votanti (% su iscritti)          | ↳ Votanti (% su iscritti)          | 3 187                     | 78,52                     |
| ↳ Voti validi (% su votanti)       | ↳ Voti validi (% su votanti)       | ↳ Voti validi (% su votanti)       | 3 143                     | 98,62                     |
| ↳ Schede non valide (% su votanti) | ↳ Schede non valide (% su votanti) | ↳ Schede non valide (% su votanti) | 44                        | 1,38                      |
| ↳ Astenuti (% su iscritti)         | ↳ Astenuti (% su iscritti)         | ↳ Astenuti (% su iscritti)         | 872                       | 21,48                     |

| Partito                            | Partito                            | Candidato                          | Risultati 12 marzo 1893 | Risultati 12 marzo 1893 |
| Partito                            | Partito                            | Candidato                          | Voti                    | %                       |
| ---------------------------------- | ---------------------------------- | ---------------------------------- | ----------------------- | ----------------------- |
|                                    | Estrema sinistra storica           | Giuseppe Chindamo                  | 1 676                   | 50,77                   |
|                                    | Sinistra storica                   | Diego Tajani                       | 1 625                   | 49,23                   |
|                                    |                                    |                                    |                         |                         |
| Iscritti                           | Iscritti                           | Iscritti                           | 4 033                   | 100,00                  |
| ↳ Votanti (% su iscritti)          | ↳ Votanti (% su iscritti)          | ↳ Votanti (% su iscritti)          | 3 351                   | 83,09                   |
| ↳ Voti validi (% su votanti)       | ↳ Voti validi (% su votanti)       | ↳ Voti validi (% su votanti)       | 3 301                   | 98,51                   |
| ↳ Schede non valide (% su votanti) | ↳ Schede non valide (% su votanti) | ↳ Schede non valide (% su votanti) | 50                      | 1,49                    |
| ↳ Astenuti (% su iscritti)         | ↳ Astenuti (% su iscritti)         | ↳ Astenuti (% su iscritti)         | 682                     | 16,91                   |

Il deputato De Zerbi morì il 20 febbraio 1893 e il collegio fu riconvocato. La successiva elezione del deputato Chiandamo, contestata per alcune irregolarità in due sezioni, fu però convalidata dalla Camera.

### XIX legislatura
Le votazioni si svolsero in 508 collegi uninominali a doppio turno con la normativa del 1892 (al primo turno un numero di voti maggiore di un sesto degli iscritti al voto).
| Partito                            | Partito                            | Candidato                          | Risultati 26 maggio 1895 | Risultati 26 maggio 1895 |
| Partito                            | Partito                            | Candidato                          | Voti                     | %                        |
| ---------------------------------- | ---------------------------------- | ---------------------------------- | ------------------------ | ------------------------ |
|                                    | Destra storica                     | Demetrio Tripepi                   | 1 627                    | 57,59                    |
|                                    | Estrema sinistra storica           | Giuseppe Chindamo                  | 1 198                    | 42,41                    |
|                                    |                                    |                                    |                          |                          |
| Iscritti                           | Iscritti                           | Iscritti                           | 3 377                    | 100,00                   |
| ↳ Votanti (% su iscritti)          | ↳ Votanti (% su iscritti)          | ↳ Votanti (% su iscritti)          | 2 857                    | 84,60                    |
| ↳ Voti validi (% su votanti)       | ↳ Voti validi (% su votanti)       | ↳ Voti validi (% su votanti)       | 2 825                    | 98,88                    |
| ↳ Schede non valide (% su votanti) | ↳ Schede non valide (% su votanti) | ↳ Schede non valide (% su votanti) | 32                       | 1,12                     |
| ↳ Astenuti (% su iscritti)         | ↳ Astenuti (% su iscritti)         | ↳ Astenuti (% su iscritti)         | 520                      | 15,40                    |

### XX legislatura
Le votazioni si svolsero in 508 collegi uninominali a doppio turno con la normativa del 1892 (al primo turno un numero di voti maggiore di un sesto degli iscritti al voto).
| Partito                            | Partito                            | Candidato                          | Risultati 21 marzo 1897 | Risultati 21 marzo 1897 |
| Partito                            | Partito                            | Candidato                          | Voti                    | %                       |
| ---------------------------------- | ---------------------------------- | ---------------------------------- | ----------------------- | ----------------------- |
|                                    | Estrema sinistra storica           | Giuseppe Chindamo                  | 1 870                   | 93,55                   |
|                                    | Partito Socialista Italiano        | Nicolò Petrina                     | 129                     | 6,45                    |
|                                    |                                    |                                    |                         |                         |
| Iscritti                           | Iscritti                           | Iscritti                           | 3 326                   | 100,00                  |
| ↳ Votanti (% su iscritti)          | ↳ Votanti (% su iscritti)          | ↳ Votanti (% su iscritti)          | 2 069                   | 62,21                   |
| ↳ Voti validi (% su votanti)       | ↳ Voti validi (% su votanti)       | ↳ Voti validi (% su votanti)       | 1 999                   | 96,62                   |
| ↳ Schede non valide (% su votanti) | ↳ Schede non valide (% su votanti) | ↳ Schede non valide (% su votanti) | 70                      | 3,38                    |
| ↳ Astenuti (% su iscritti)         | ↳ Astenuti (% su iscritti)         | ↳ Astenuti (% su iscritti)         | 1 257                   | 37,79                   |

### XXI legislatura
Le votazioni si svolsero in 508 collegi uninominali a doppio turno con la normativa del 1892 (al primo turno un numero di voti maggiore di un sesto degli iscritti al voto).
| Partito                            | Partito                            | Candidato                          | Risultati 3 giugno 1900 | Risultati 3 giugno 1900 |
| Partito                            | Partito                            | Candidato                          | Voti                    | %                       |
| ---------------------------------- | ---------------------------------- | ---------------------------------- | ----------------------- | ----------------------- |
|                                    | Sinistra storica                   | Giovanni Bovi                      | 2 406                   | 100,00                  |
|                                    |                                    |                                    |                         |                         |
| Iscritti                           | Iscritti                           | Iscritti                           | 3 539                   | 100,00                  |
| ↳ Votanti (% su iscritti)          | ↳ Votanti (% su iscritti)          | ↳ Votanti (% su iscritti)          | 2 457                   | 69,43                   |
| ↳ Voti validi (% su votanti)       | ↳ Voti validi (% su votanti)       | ↳ Voti validi (% su votanti)       | 2 406                   | 97,92                   |
| ↳ Schede non valide (% su votanti) | ↳ Schede non valide (% su votanti) | ↳ Schede non valide (% su votanti) | 51                      | 2,08                    |
| ↳ Astenuti (% su iscritti)         | ↳ Astenuti (% su iscritti)         | ↳ Astenuti (% su iscritti)         | 1 082                   | 30,57                   |

### XXII legislatura
Le votazioni si svolsero in 508 collegi uninominali a doppio turno con la normativa del 1892 (al primo turno un numero di voti maggiore di un sesto degli iscritti al voto).
| Partito                            | Partito                            | Candidato                          | Risultati 6 novembre 1904 | Risultati 6 novembre 1904 |
| Partito                            | Partito                            | Candidato                          | Voti                      | %                         |
| ---------------------------------- | ---------------------------------- | ---------------------------------- | ------------------------- | ------------------------- |
|                                    | Sinistra storica                   | Giovanni Bovi                      | 2 054                     | 95,05                     |
|                                    | Partito Socialista Italiano        | Enrico Ferri                       | 107                       | 4,95                      |
|                                    |                                    |                                    |                           |                           |
| Iscritti                           | Iscritti                           | Iscritti                           | 3 456                     | 100,00                    |
| ↳ Votanti (% su iscritti)          | ↳ Votanti (% su iscritti)          | ↳ Votanti (% su iscritti)          | 2 182                     | 63,14                     |
| ↳ Voti validi (% su votanti)       | ↳ Voti validi (% su votanti)       | ↳ Voti validi (% su votanti)       | 2 161                     | 99,04                     |
| ↳ Schede non valide (% su votanti) | ↳ Schede non valide (% su votanti) | ↳ Schede non valide (% su votanti) | 21                        | 0,96                      |
| ↳ Astenuti (% su iscritti)         | ↳ Astenuti (% su iscritti)         | ↳ Astenuti (% su iscritti)         | 1 274                     | 36,86                     |

### XXIII legislatura
Le votazioni si svolsero in 508 collegi uninominali a doppio turno con la normativa del 1892 (al primo turno un numero di voti maggiore di un sesto degli iscritti al voto).
| Partito                            | Partito                            | Candidato                              | Risultati 7 marzo 1909 | Risultati 7 marzo 1909 |
| Partito                            | Partito                            | Candidato                              | Voti                   | %                      |
| ---------------------------------- | ---------------------------------- | -------------------------------------- | ---------------------- | ---------------------- |
|                                    | Destra storica                     | Ferdinando Nunziante di San Ferdinando | 2 332                  | 100,00                 |
|                                    |                                    |                                        |                        |                        |
| Iscritti                           | Iscritti                           | Iscritti                               | 3 803                  | 100,00                 |
| ↳ Votanti (% su iscritti)          | ↳ Votanti (% su iscritti)          | ↳ Votanti (% su iscritti)              | 2 375                  | 62,45                  |
| ↳ Voti validi (% su votanti)       | ↳ Voti validi (% su votanti)       | ↳ Voti validi (% su votanti)           | 2 332                  | 98,19                  |
| ↳ Schede non valide (% su votanti) | ↳ Schede non valide (% su votanti) | ↳ Schede non valide (% su votanti)     | 43                     | 1,81                   |
| ↳ Astenuti (% su iscritti)         | ↳ Astenuti (% su iscritti)         | ↳ Astenuti (% su iscritti)             | 1 428                  | 37,55                  |

### XXIV legislatura
Le votazioni si svolsero negli stessi 508 collegi uninominali già esistenti ma, come previsto dal regio decreto del 26 giugno 1913, era eletto al primo turno il candidato che «ha ottenuto un numero di voti maggiore del decimo del numero totale degli elettori del collegio e più della metà dei suffragi dati dai votanti» escludendo le schede nulle (art. 91). Se nessun candidato era eletto, al ballottaggio tra i due candidati con più voti (art. 92) era eletto chi otteneva il maggior numero di voti oppure, in caso di ugual numero di voti, il maggiore d'età (art. 93).
| Partito                            | Partito                            | Candidato                              | Risultati 26 ottobre 1913 | Risultati 26 ottobre 1913 |
| Partito                            | Partito                            | Candidato                              | Voti                      | %                         |
| ---------------------------------- | ---------------------------------- | -------------------------------------- | ------------------------- | ------------------------- |
|                                    | Unione Liberale                    | Ferdinando Nunziante di San Ferdinando | 7 124                     | 94,13                     |
|                                    | Partito Socialista Italiano        | Mariano Repaci                         | 444                       | 5,87                      |
|                                    |                                    |                                        |                           |                           |
| Iscritti                           | Iscritti                           | Iscritti                               | 14 318                    | 100,00                    |
| ↳ Votanti (% su iscritti)          | ↳ Votanti (% su iscritti)          | ↳ Votanti (% su iscritti)              | 7 733                     | 54,01                     |
| ↳ Voti validi (% su votanti)       | ↳ Voti validi (% su votanti)       | ↳ Voti validi (% su votanti)           | 7 568                     | 97,87                     |
| ↳ Schede non valide (% su votanti) | ↳ Schede non valide (% su votanti) | ↳ Schede non valide (% su votanti)     | 165                       | 2,13                      |
| ↳ Astenuti (% su iscritti)         | ↳ Astenuti (% su iscritti)         | ↳ Astenuti (% su iscritti)             | 6 585                     | 45,99                     |